# Neoplocaederus basalis
Neoplocaederus basalis là một loài bọ cánh cứng trong họ Cerambycidae.